# Xenija Leonidowna Chairowa
Xenija Leonidowna Chairowa (russisch Ксения Леонидовна Хаирова, geb. Талызина, Talysina; * 29. März 1969 in Moskau) ist eine russische Schauspielerin.

## Leben
Sie ist die Tochter von Walentina Talysina und Leonid Nepomnjaschtschi, die sich bald nach ihrer Geburt trennten. Xenija lebte bei der Mutter und trug deren Familiennamen. In der Schule war sie sprachbegabt und heute spricht sie drei Fremdsprachen. 1990 debütierte sie in einer kleinen Rolle in dem Film Nikolai Wawilow. Chairowa ist geschieden und hat eine Tochter, die Schauspielerin Anastassija Eduardowna Talysina.

## Filmografie
- 1992: Наш Американский Боря
- 1997: На заре туманной юности
- 2005: Счастье ты моё
- 2006: Аэропорт-2
- 2006: Сыщики-5
- 2007: Гонка за счастьем
- 2007: Дочки-матери
- 2008: Час Волкова-2
- 2009: Город соблазнов
- 2010: Голоса
- 2010: Любовь и золото
- 2010: Институт благородных девиц